# Perdita perixantha
Perdita perixantha är en biart som beskrevs av Timberlake 1960. Perdita perixantha ingår i släktet Perdita och familjen grävbin. Inga underarter finns listade i Catalogue of Life.